# James Adam (Architekt)

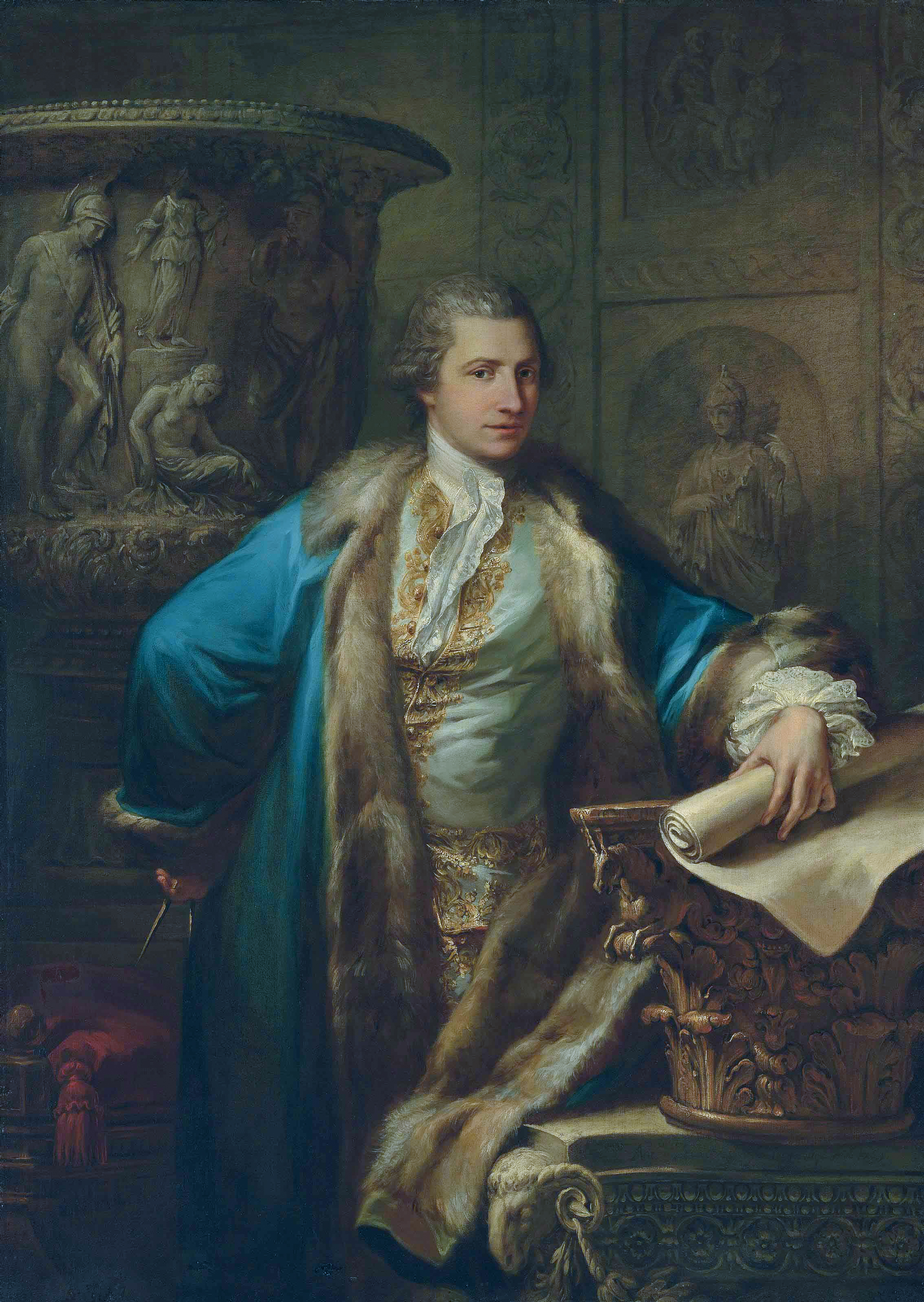
James Adam, Porträt von Antonio Zucchi (1763)

James Adam (* 21. Juli 1732 in Kirkcaldy, Schottland; † 20. Oktober 1794 in Mayfair, City of Westminster) war ein schottischer Architekt und Möbeldesigner.

## Leben
James Adam war der jüngste Sohn des Baumeisters William Adam (1689–1748) und dessen Ehefrau Mary Robinson. Die Architekten John (1721–1792) und Robert Adam (1728–1792) waren seine Brüder. Der Bruder William wurde Geschäftsmann. Zusammen mit seinen Brüdern kreierte Adam den Adamstil, einen an den Klassizismus angelehnten Architekturstil.
Seinen ersten Unterricht erfuhr Adam durch seinen Vater und nach dessen Tod 1748 ging er bei seinem Bruder Robert in die Lehre. 1758 gingen die beiden Brüder nach London und eröffneten am Grosvenor Square (Mayfair) eine Werkstatt. Dort entstanden nicht nur die Pläne für Gebäude und Möbel, sondern auch das nahezu modern anmutende Konzept der jeweils zum Gebäude passenden gesamten Inneneinrichtung. Ein großes Vorbild war dabei Andrea Palladio (→Palladianismus).
Im Mai 1760 brach Adam zu einer Grand Tour auf, einer Studienreise die ihn nach Frankreich und Italien führte. Nach längeren Aufenthalten u. a. in Paris und Rom kehrte er im Oktober 1763 wieder nach London zurück. Ab dieser Zeit arbeitete Adam wieder eng mit seinem Bruder Robert zusammen. Nach einigen kleineren Aufträgen begannen sie ab 1770/71 Wedderburn Castle zu planen, wobei sie ein bereits vorhandenes Tower House aus dem 15. Jahrhundert in den Bau integrierten.
Als sein Bruder Robert 1792 starb, übernahm James Adam die Werkstatt allein und schuf für die Stadt Glasgow 1792 das Old Infirmary und zwei Jahre später eine Halle. 1794 entstand auch das Tron Theatre, das er auf den Ruinen der Church of St Mary and St Anne entstehen ließ. In Marylebone (London) gestaltete Adam für den Duke of Portland den Portland Place neu.
1794 starb James Adam in seinem Haus in Mayfair (London).

## Schriften (Auswahl)
- Works in architecture. London 1773/79 (zusammen mit Robert Adam)

1. Buildings. 1773.
2. Furniture. 1778.
3. Supplementband.  1779.

## Bauten (Auswahl)
- 1753 Gunsgreen House in Eyemouth
- 1759 Adelphi, London[1]
- 1771/76 Wedderburn Castle